# Chiesa di Sant'Andrea (Parma, Paradigna)
La chiesa di Sant'Andrea è un luogo di culto cattolico dalle forme neoclassiche, situato in via Paradigna 106 a Paradigna, frazione di Parma, in provincia e diocesi di Parma; è sede di una parrocchia compresa nella zona pastorale della città.

## Storia
Il luogo di culto fu originariamente costruito in epoca medievale; la più antica testimonianza della sua esistenza risale al 1230, quando la Capelle de Paradigno fu citata nel Capitulum seu Rotulus Decimarum della diocesi di Parma tra le dipendenze della pieve di San Martino dei Bocci.
Nel 1298, in seguito alla fondazione dell'abbazia di Valserena sul luogo dell'antica pieve di San Martino, i diritti plebani furono trasferiti alla pieve di Gainago, da cui la cappella di Sant'Andrea iniziò a dipendere.
Entro il 1564 la chiesa fu elevata a sede parrocchiale autonoma.
Nel corso del XVIII secolo il tempio fu profondamente trasformato in stile neoclassico.
Nel 1904 fu aggiunto un nuovo altare maggiore in marmo.
Intorno al 1960 la chiesa fu sottoposta a lavori di restauro.

## Descrizione

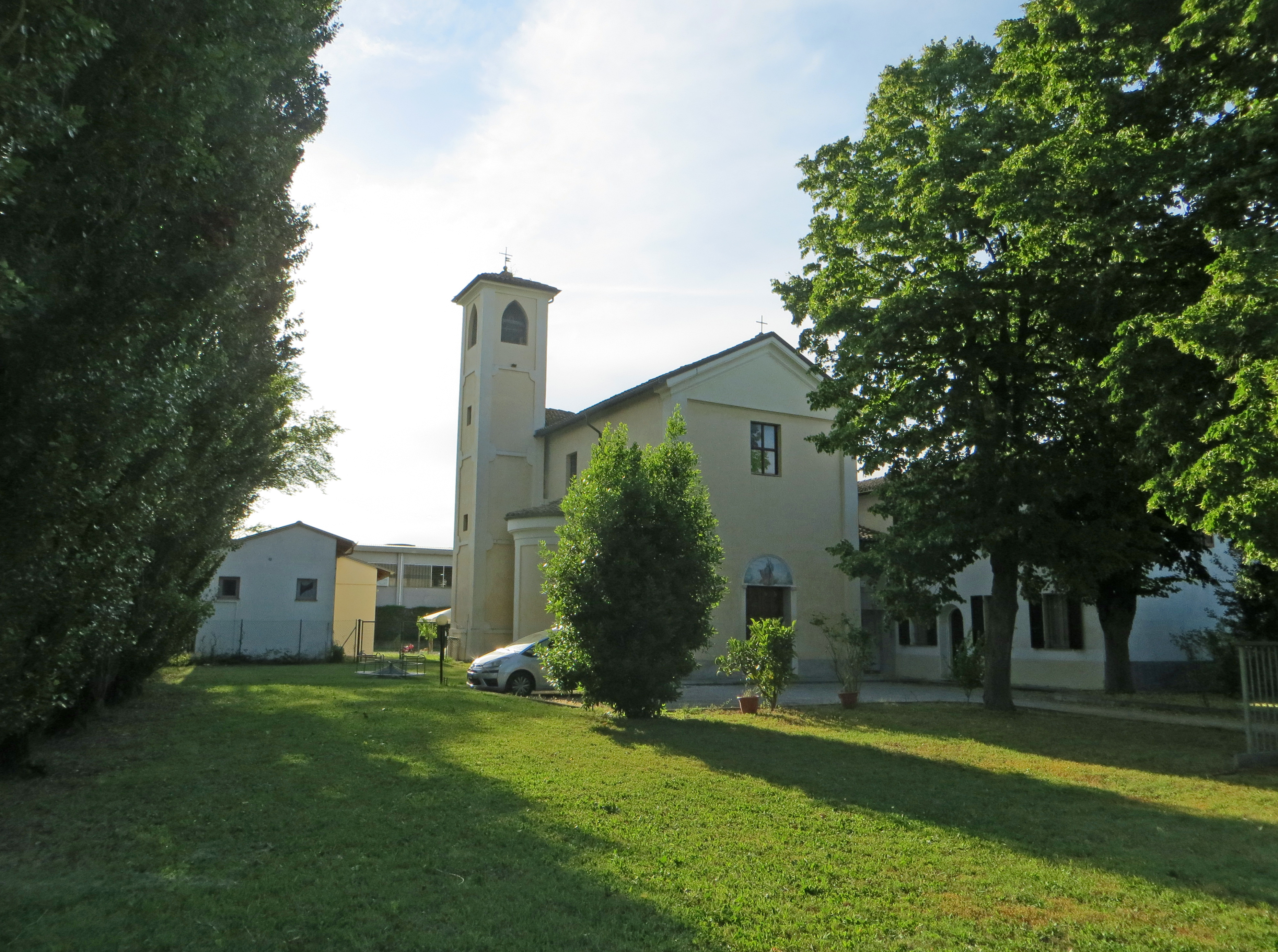
Facciata e lato sud

La chiesa si sviluppa su un impianto a navata unica affiancata da una cappella per lato, con ingresso a est e presbiterio a ovest.
La simmetrica facciata a capanna, interamente intonacata, è affiancata da due lesene alle estremità; al centro è collocato l'ampio portale d'ingresso, delimitato da due piedritti e sormontato da una lunetta ad arco a tutto sesto; più in alto si apre una finestra rettangolare; a coronamento si staglia un frontone triangolare, con cornice spezzata.
Dal fianco libero sinistro aggetta il volume della cappella; sul fondo si erge su tre ordini il campanile, decorato con specchiature rettangolari con spigoli smussati; la cella campanaria si affaccia sulle quattro fronti attraverso ampie monofore ad arco ogivale.
All'interno la navata, coperta da una volta a botte lunettata, è affiancata da una serie di paraste coronate da capitelli dorici, a sostegno del cornicione perimetrale in aggetto; le cappelle a pianta semicircolare, chiuse superiormente da catini a semicupola decorati con affreschi, si affacciano sull'aula attraverso ampie arcate a tutto sesto.
Il presbiterio, lievemente sopraelevato, è preceduto dall'arco trionfale ribassato; l'ambiente, coperto da una volta a botte lunettata dipinta, accoglie l'altare maggiore a mensa marmoreo, aggiunto tra il 1970 e il 1980; sul fondo, sopra al coro ligneo del 1785 circa, è collocata la pala del 1635, raffigurante la Madonna e i santi Andrea, Antonio, Paolo e Agata.
La chiesa conserva alcune opere di pregio, in buona parte provenienti dalla soppressa abbazia di Valserena, tra cui un olio seicentesco rappresentante la Madonna col Bambino, attribuito a Sebastiano Ricci, una tela ritraente l'Immacolata coi santi Brunone e Tommaso d'Aquino che presenta il monaco donatore, eseguito da Ignazio Stern nel 1723, un dipinto raffigurante San Mauro abate che raccomanda i malati alla Madonna col Bambino, realizzato da Antonio Bresciani nel 1765, un velo ricamato seicentesco e un calice argenteo risalente al XVI secolo.